# Agustina de Aragón
Agustina de Aragón és una pel·lícula espanyola de 1950 dirigida per Juan de Orduña.

## Argument
Les tropes franceses dirigides per Napoleó Bonaparte assetgen la ciutat de Saragossa. Agustina d'Aragó (Aurora Bautista) és una jove promesa, però en assabentar-se que el seu promès s'ha venut a l'enemic trenca amb ell enamorant-se d'un guerriller baturro.

## Repartiment
- Aurora Bautista: Agustina
- Fernando Aguirre
- Valeriano Andrés: Capità
- Manuel Arbó
- María Asquerino: Carmen
- Francisco Bernal
- Faustino Bretaño
- José Bódalo: Capità francès
- Raúl Cancio
- María Cañete: Tia Pilar
- Alfonso de Córdoba
- Eugenio Domingo: Nen a l'església
- Adriano Domínguez
- Juan Espantaleón: Oncle Jorge
- Eduardo Fajardo: Luis Montana
- Fernando Fernández de Córdoba
- Félix Fernández
- Rosario García Ortega

## Premis
Premis del Sindicat Nacional de l'Espectacle de 1950Primer premi (450.000 pessetes)